# Argyrantemum
Argyrantemum, srebrzeń (Argyranthemum) – rodzaj roślin z rodziny astrowatych (Asteraceae). Obejmuje 23–24 gatunki. Wszystkie występują naturalnie na wyspach Makaronezji (Kanaryjskich, Selvagens i na Maderze), ale jako introdukowane rosną na wszystkich kontynentach poza Antarktydą. Niektóre gatunki są miejscami bardzo inwazyjne, np. argyrantemum krzewiaste A. frutescens na Nowej Zelandii. Ten gatunek jest też jedynym spotykanym w uprawie w Polsce.
Różne gatunki i mieszańce z tego rodzaju są uprawiane jako ozdobne, często prowadzone na pniu jako wysokopienne. Uprawiane są także na kwiaty cięte i jako doniczkowe. Rośliny te tolerują tylko lekkie przymrozki.

## Morfologia

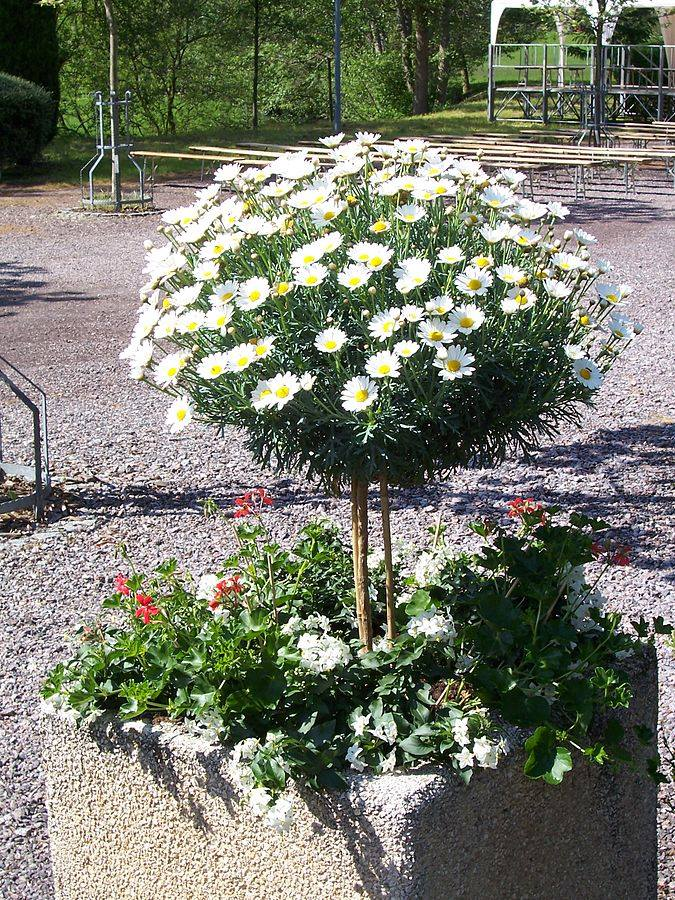
Argyrantemum krzewiaste

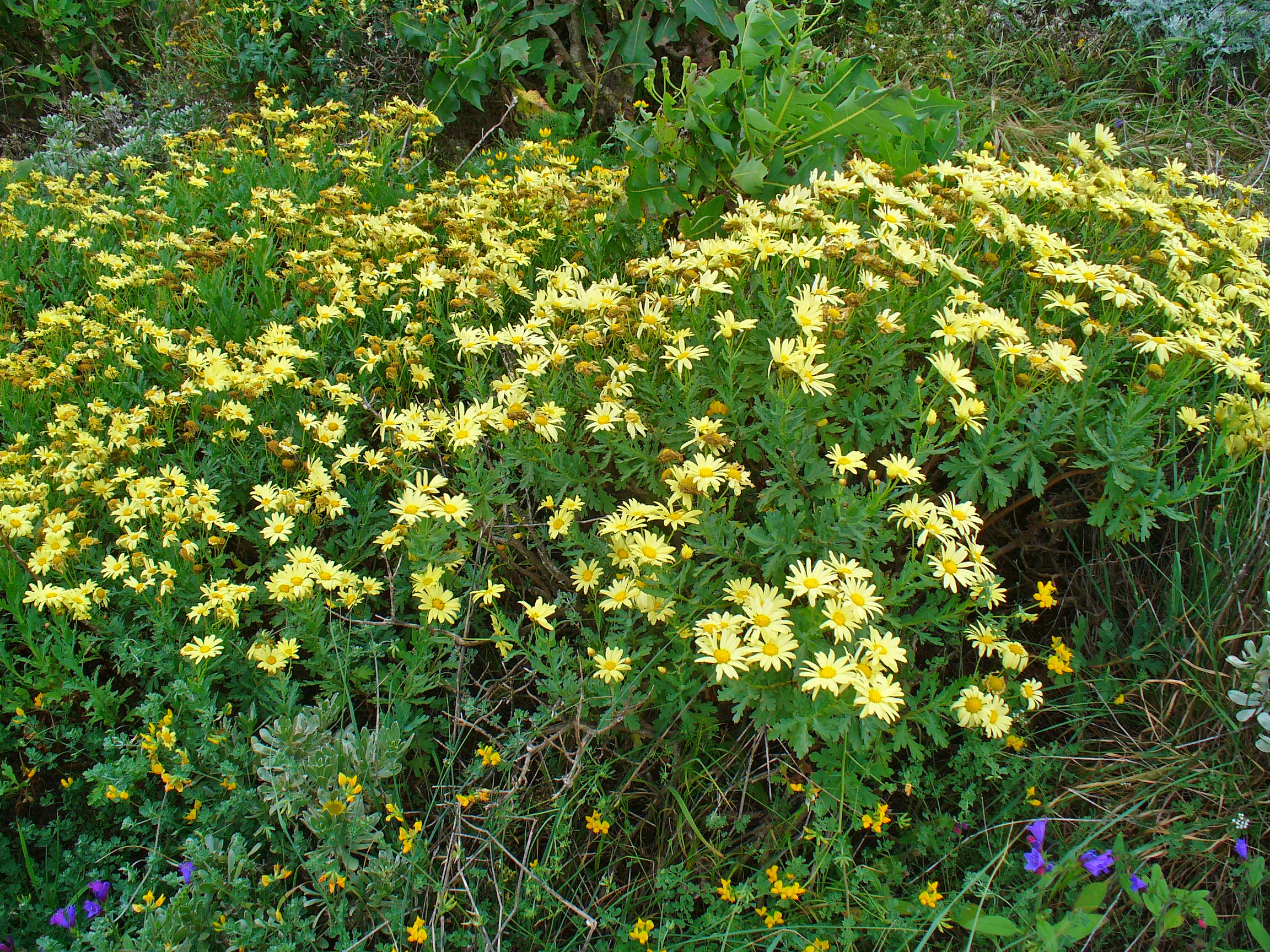
Argyranthemum maderense

PokrójPółkrzewy, zwykle nagie, czasem z włoskami pojedynczymi, o łodydze zwykle pojedynczej, ale silnie rozgałęzionej, wzniesionej, podnoszącej się lub płożącej, często o pokroju kępiastym. Osiągają od 10 do 100 cm wysokości, rzadko do 150 cm.
LiścieZimozielone, skrętoległe, ogonkowe lub siedzące, od piłkowanych i ząbkowanych po wcinane w różny sposób i podzielone. Blaszki liściowe zwykle jasnozielone do niebieskozielonych.
KwiatyZebrane w koszyczki, które wyrastają na pędach pojedynczo lub zebrane w luźne kwiatostany złożone w formie baldachogrona. Okrywy koszyczków są półkuliste, tworzone przez zielone listki o szerokich, błoniastych (zwykle jasnobrązowych) brzegach zebrane w 3–4 szeregach. Dno koszyczka wypukłe do stożkowatego, bez łuszczynek. Kwiaty brzeżne w koszyczku żeńskie, z płatkiem języczkowym białym, rzadziej żółtym lub czerwonawym. Kwiaty wewnątrz koszyczka obupłciowe, z koroną rurkowatą, na szczycie z 5 ząbkami, żółte, rzadziej czerwone.
OwoceNiełupki dwojakiego rodzaju – te powstające z kwiatów brzeżnych trójkanciaste i zwykle z trzema skrzydełkami, te powstające z kwiatów rurkowatych w środku koszyczka są spłaszczone i z dwoma skrzydełkami, czasem walcowate. Bez puchu kielichowego.

## Systematyka
Pozycja systematyczna

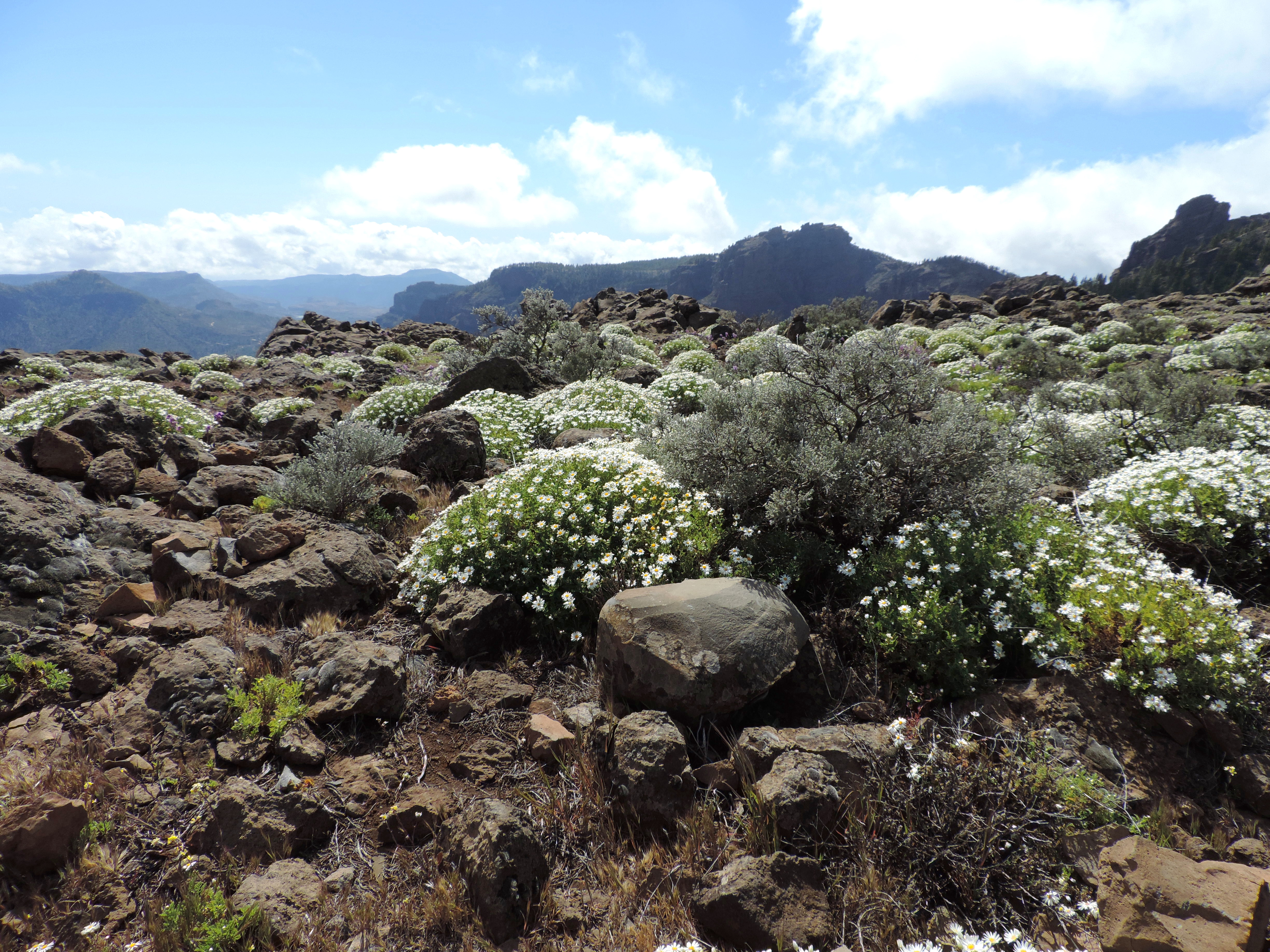
Argyranthemum adauctum

Rodzaj z plemienia Anthemideae z podrodziny Asteroideae z rodziny astrowatych (Asteraceae). W obrębie plemienia zaliczany jest do podplemienia Glebionidinae Oberpr. & Vogt (2007) wspólnie z rodzajami Glebionis i heteroantemis Heteranthemis. W latach 90. XX wieku taksony te wyróżniane były bez rangi jako „grupa Argyranthemum” w obrębie kladu skupiającego rodzaje z centrum występowania w obszarze śródziemnomorskim w obrębie plemienia Anthemideae. Jeszcze wcześniej taksony te łączono w szeroko ujmowanym dawniej rodzaju Chrysanthemum, przez co w efekcie rośliny tu zaliczane określane bywają zwyczajowo złocieniami lub chryzantemami. 
Przedstawiciele rodzaju z obszaru pierwotnego występowania w basenie Morza Śródziemnego wymarli w plejstocenie. Współczesne gatunki powstały w wyniku ewolucji populacji izolowanych na różnych wyspach Makaronezji, w tym różnicowania populacji zajmujących różne nisze ekologiczne na większych wyspach.
Wykaz gatunków
- Argyranthemum adauctum (Link) Humphries
- Argyranthemum broussonetii (Pers.) Humphries
- Argyranthemum callichrysum (Svent.) Humphries
- Argyranthemum coronopifolium (Willd.) Webb
- Argyranthemum dissectum (Lowe) Lowe
- Argyranthemum escarrei (Svent.) Humphries
- Argyranthemum filifolium (Sch.Bip.) Humphries
- Argyranthemum foeniculaceu m (Willd.) Webb ex Sch.Bip.
- Argyranthemum frutescens (L.) Sch.Bip. – argyrantemum krzewiaste, chryzantema krzewiasta[5], srebrzeń krzewiasty, złocień krzewiasty[6]
- Argyranthemum gracile Sch.Bip.
- Argyranthemum haematomma Lowe
- Argyranthemum haouarytheum Humphries & Bramwell
- Argyranthemum hierrense Humphries
- Argyranthemum lemsii Humphries
- Argyranthemum lidii Humphries
- Argyranthemum maderense (D.Don) Humphries
- Argyranthemum pinnatifidum (L.f.) Webb
- Argyranthemum sundingii L.Borgen
- Argyranthemum sventenii Humphries & Aldridge
- Argyranthemum tenerifae Humphries
- Argyranthemum thalassophilum (Svent.) Humphries
- Argyranthemum webbii Sch.Bip.
- Argyranthemum winteri (Svent.) Humphries

## Zagrożenia
W czerwonej liście gatunków zagrożonych publikowanej przez IUCN ujęte są jako zagrożone lub krytycznie zagrożone trzy gatunki: Argyranthemum thalassophilum, A. lidii i A. winteri. Rośliny z tego rodzaju mają generalnie niewielkie zasięgi i zagrożone są przemianami siedlisk związanymi z rozwojem rolnictwa i turystyki na wyspach.